# Stella Heiß
Stella Heiß (ur. 15 stycznia 1993 w Kolonii) – niemiecka curlerka, mistrzyni świata i Europy. Córka bramkarza hokejowego i trenera Josepha Heißa.
Heiß zadebiutowała na arenie międzynarodowej od razu w konkurencji seniorek, wystąpiła w Mistrzostwach Europy 2008. Niemki uplasowały się tam na 4. miejscu w finale przegrywając z Dunkami (Angelina Jensen). W tym samym sezonie Heiß zajęła 6. lokatę w Mistrzostwach Świata 2009.
W sezonie 2009/2010 grała jako rezerwowa na ME. Wystąpiła na pierwszej pozycji w trzech meczach, na zawodach tych zdobyła swój pierwszy medal – zespół Schöpp dotarł do finału, gdzie pokonał Mirjam Ott ze Szwajcarii 7:5. Heiß była najmłodszą curlerką na Zimowych Igrzyskach Olimpijskich 2010. W Vancouver oficjalnie była otwierającą, grała jednak na przemian z Corinną Scholz. Niemki uplasowały się na 6. miejscu z bilansem 3-6.
Zwieńczeniem sezonu olimpijskiego były Mistrzostwa Świata 2010. Niemki z drugiego miejsca zakwalifikowały się do fazy Page play-off, gdzie pokonały Kanadyjki (Jennifer Jones) 6:3 i bezpośrednio awansowały do finału. W ostatnim spotkaniu pokonały 8:6 Szkotki (Eve Muirhead). Rok później Niemkom nie udało się obronić tytułu mistrzowskiego. Zespół Schöpp uplasował się na 8. pozycji MŚ 2011.
W Mistrzostwa Europy 2011 Niemki było blisko zakwalifikowana się do fazy Page play-off, w meczu barażowym przegrały jednak 5:6 na korzyść Rosjanek (Anna Sidorowa). Pod koniec sezonu w MŚ 2012 ekipa pod dowództwem Melanie Robillard (Andrea Schöpp była kontuzjowana) została sklasyfikowana na 7. miejscu. Niezbyt dobrze drużyna radziła sobie również w ME 2012. Niemki zajęły 7. miejsce, o które musiały rozegrać dodatkowy mecz z Czeszkami (Linda Klímová). Cztery miesiące później w rozgrywanych w Rydze Mistrzostwach Świata 2013 reprezentantki Niemiec uplasowały się na przedostatnim, 11. miejscu. Na ME 2013 zespół z Garmisch-Partenkirchen zajął 8. miejsce.
W 2014 zawodniczki z niższych pozycji odeszły z zespołu Andrei Schöpp, a rolę kapitana objęła Imogen Oona Lehmann. Podczas MŚ 2014 Niemki zostały sklasyfikowane ne 8. miejscu. Rok później Heiß wystąpiła z zespołem Danieli Driendl na MŚ 2015, gdzie Niemki zajęły 9. miejsce. W sezonie 2015/2016 Stella Heiß dołączyła do zespołu Driendl i wystąpiła w kilku turniejach World Curling Tour, nie brała jednak udziału w mistrzostwach kraju i nie reprezentowała Niemiec na MŚ 2016.

## Drużyna
|            | Czwarta             | Trzecia             | Druga             | Otwierająca       | Rezerwowa                                             |
| ---------- | ------------------- | ------------------- | ----------------- | ----------------- | ----------------------------------------------------- |
| 2015/2016  | Daniela Driendl     | Analena Jentsch     | Stella Heiß       | Pia-Lisa Schöll   |                                                       |
| 2014/2015  | Imogen Oona Lehmann | Corinna Scholz      | Stella Heiß       | Nicole Mukatewitz |                                                       |
| 2012/2014  | Andrea Schöpp       | Imogen Oona Lehmann | Stella Heiß       | Corinna Scholz    | Nicole Mukatewitz Monika Wagner                       |
| 2011/2012  | Andrea Schöpp       | Imogen Oona Lehmann | Corinna Scholz    | Stella Heiß       | Nicole Mukatewitz Monika Wagner                       |
| MŚ 2011    | Andrea Schöpp       | Imogen Oona Lehmann | Corinna Scholz    | Monika Wagner     | Stella Heiß                                           |
| ME 2010    | Andrea Schöpp       | Imogen Oona Lehmann | Monika Wagner     | Stella Heiß       | Corinna Scholz                                        |
| 2009/20101 | Andrea Schöpp       | Melanie Robillard   | Monika Wagner     | Stella Heiß       | Corinna Scholz                                        |
| 2008/2009  | Andrea Schöpp       | Monika Wagner       | Melanie Robillard | Stella Heiß       | Christina Haller (ME 2008) Tina Tichatschke (MŚ 2009) |

1 - na ME 2009 Heiß i Scholz były zamienione pozycjami